# Hilbert Shirey
Hilbert Shirey (* 1947 oder 1948) ist ein professioneller US-amerikanischer Pokerspieler. Er trägt den Spitznamen Hillstreet und ist dreifacher Braceletgewinner der World Series of Poker.

## Pokerkarriere

### Werdegang
Shirey stammt aus Winter Haven in Florida und lebt auch heute noch dort. Seine erste Geldplatzierung bei einem Live-Turnier erzielte er im Januar 1986 im Frontier Hotel & Casino am Las Vegas Strip. Im Mai 1987 war er erstmals bei der World Series of Poker (WSOP) im Binion’s Horseshoe in Las Vegas erfolgreich und gewann ein Bracelet sowie insgesamt knapp 200.000 US-Dollar Preisgeld aus zwei Turnieren. Beim Main Event der WSOP 1991 verpasste er nur den knapp den Finaltisch und belegte den siebten Platz. Im Jahr 1995 gewann er an zwei aufeinander folgenden Tagen zwei weitere Bracelets und 300.000 US-Dollar Preisgeld. Sein bisher größtes Preisgeld sicherte sich Shirey im Januar 2009 beim Main Event der World Poker Tour, bei dem er den mit rund 185.000 US-Dollar dotierten vierten Platz belegte. Seine bis dato letzte Geldplatzierung erzielte er im Januar 2011.
Insgesamt hat sich Shirey mit Poker bei Live-Turnieren mehr als 1,5 Millionen US-Dollar erspielt.

### Braceletübersicht
Shirey kam bei der WSOP 26-mal ins Geld und gewann drei Bracelets:
| Jahr | Buy-in (in $) | Turnier                 | Teilnehmer | Preisgeld (in $) |
| ---- | ------------- | ----------------------- | ---------- | ---------------- |
| 1987 | 1500          | No Limit Hold’em        | 313        | 171.600          |
| 1995 | 2500          | Pot Limit Omaha (Rebuy) | 082        | 137.000          |
| 1995 | 2500          | Pot Limit Hold’em       | 163        | 163.000          |